# Chafariz dos Castelos
O Chafariz dos Castelos situa-se no Largo do Paço, em Braga, Portugal.
O chafariz foi levantado em 1723, por ordem do arcebispo D. Rodrigo de Moura Telles. O conjunto é encimado por uma imagem feminina que simboliza a cidade.

Descrição no SIPA: chafariz "assente em soco poligonal de doze lados, de três degraus, tanque polilobado, com coluna constituída por grupo escultórico de putti, segurando taça hexagonal, com seis bicas, nos vértices, em forma de castelos, ligados por muralha, encimada por torre de três pisos, escalonada, ameada e sobrepujada por estátua coroada por esfera armilar de ferro sob cruz patriarcal".